# Stolonica variolosus
Stolonica variolosus är en sjöpungsart som först beskrevs av Gärtner in Pallas 1774.  Stolonica variolosus ingår i släktet Stolonica och familjen Styelidae. Inga underarter finns listade i Catalogue of Life.